# Guillaume de Bruyn
Guillaume de Bruyn (fl. XVII secolo) è stato un architetto e ingegnere belga, funzionario, nel XVII secolo, della municipalità di Bruxelles, fu "contrôleur des travaux de la ville de Bruxelles"  et "géomètre juré" ("controllore dei lavori della città di Bruxelles" e "geometra giurato"), all'epoca della ricostruzione della Grand Place, nel 1695, dopo il bombardamento di Bruxelles ad opera di Luigi XIV.

## Biografia
Nulla si conosce della sua vita in termini diretti, ma quello che si sa di lui risulta dagli atti, molto numerosi e dettagliati, sulla ricostruzione della città di Bruxelles dopo il terribile bombardamento della città avvenuto nel 1695.
Dai documenti sulla ricostruzione della città, che gli attribuiscono il titolo di «architecte-ingénieur» (architetto-ingegnere), emerge che doveva essere una personalità «hors corporation» (esterna alle corporazioni) e che potrebbe aver ricevuto una formazione professionale a livello internazionale.
Come accade per tutti gli altri artefici della ricostruzione della Grand Place di Bruxelles, nulla si conosce della sua biografia, della sua situazione familiare, della sua formazione ne della sua carriera amministrativa. Anche se sia a Monaco di Baviera che a Bruxelles, gli archivi dovrebbero celare numerose notizie sul suo conto.
Gli vengono attribuiti, dalle fonti dell'epoca, i progetti per la costruzione del l'Arbre d'Or e delle case dette Maisons des Ducs de Brabant, a meno che la sua firma su questi progetti non sia soltanto un «permesso a costruire».